# Монастирська Ольга Василівна
Ольга Василівна Монастирська (нар. 5 серпня 1984, смт Микулинці, Тернопільська область) — українська співачка, автор і виконавець власних пісень, поетка, режисер, актор, модельєр-дизайнер.

## Життєпис
Ольга Монастирська народилася 5 серпня 1984 року в смт Микулинцях Теребовлянського району (нині Микулинецька громада, Тернопільський район, Тернопільська область, Україна). З дитинства займалась творчістю, музикою, писала вірші.
З відзнаками закінчила Теребовлянське вище училище культури (нині коледж культури і мистецтв), Національну академію керівних кадрів культури і мистецтв.
Працювала режисером на ТТБ (нині UA:Тернопіль). Перебуваючи на цій посаді, отримала декілька престижних телевізійних нагород, зокрема:
- I премія XII фестивалю «Калинові острови» — за програму «Тернопіль в стилі ретро» (співавтор Лариса Михальська);
- диплом III ступеня Всеукраїнського фестивалю «Милосердя» — за програму «Дім, у якому живе старість» (з автором Раїсою Заяць)
- перемога в номінації «Краща телепрограма для дітей шкільного віку» конкурсу Державного комітету телебачення і радіомовлення «Золоте курча» — за «Вечірню казку».

Деякий час з чоловіком жила в США, де займалася пісенною творчістю, зокрема, стала переможницею на написання авторської пісні для футбольної команди «Connection».

## Дискографія

### Альбоми
Усі альбоми є авторськими, як і самі пісні.
«Мамина калина» (2013)
1. Мамина калина
2. Сестричка
3. Карпатський дощ
4. Біла зима
5. Люблю тебе
6. Любов до України
7. Не питай
8. Бажання
9. Білі лілеї
10. А долиною туман
11. Самба на Тернопіллі
12. Навіки твоя
13. Місто чудес
14. Музика
15. Відцвітають мальви
16. Серденько

«Неділя» (2015)
1. Неділя
2. Ух радіо
3. День народження
4. Ой, не призналася
5. Старости весільні
6. Капелюшок
7. Україна єдина

«Королева дискотеки» (2019)
1. Буковель
2. Суперовий
3. Барабан
4. До весни
5. Я тобі дам
6. Хатинонька
7. Так не буде
8. Sexy virus
9. Sms
10. Party
11. Тільки я
12. Королева дискотеки
13. Цьом цьом
14. Я божеволію

«Усмішка» (2020)
1. Усмішка
2. Посміхалися
3. Фантастика
4. Черешня
5. Володя + Ірина
6. Щаслива мить
7. Сусідка
8. Іванку
9. Дід
10. Не матюкаюся
11. Варги
12. Країна буде
13. Ватра
14. Матіола
15. Ти світ моїх очей
16. Зимовий рай
17. Многая літа
18. Слава Україні

### Сингли
1. Різдво Христове
2. Подруго моя
3. Магніт
4. А жити треба
5. Conection
6. Любов і доля (сл. Р. Радишевський, муз. О. Монастирська)
7. Мачо
8. Солдат
9. Усе для тебе (сл. Р. Радишевський, муз. О. Монастирська)
10. Батьківське слово
11. Перше кохання
12. На приколі
13. Святий Миколай
14. Сильна
15. Солодкі вуста
16. Справжнє щастя
17. Чорний кіт
18. Щастя жіноче
19. Мальви
20. Річечка
21. Кошичок лозовий
22. Відібрала
23. Водограй
24. Україна завжди буде
25. Все буде Україна
26. Щоб кувала зозуля
27. Букет рожевих півоній
28. Черевики
29. Надихай
30. Файна коляда
31. Ангелами багата
32. Білі журавлі

## Відеографія
- «Мамина калина» (2011),
- «Сестричка» (2012, дует з рідною сестрою Світланою Семейко),
- «Люблю тебе» (2013, дует з Павлом Доскочом),
- «Різдво Христове»,
- «Я божеволію»,
- «Так не буде»,
- «Фантастика» (2019).

## Творчість
Співпрацює з іншими артистами, що виконують її пісні. Серед них заслужені артисти України Юлія Мартинова-Любецька, Павло Доскоч, також Роман Сидорук, Сестри Мальгівські, Надія Гураль, дует «Малдіви» Володимир Окілко, Олександр Балбус в дуеті зі співачкою Leya. Є багато пісень для дітей.
Буремні події Революції гідності, фронтові повідомлення із зони АТО ранили душу, спонукали її взятися за перо. Видала першу авторську книгу книга «Горджуся, що я українка». Проводить благодійні  концерти в Україні і США, кошти з яких перераховує на потреби армії, лікування та реабілітацію українських солдатів.
Особисті зустрічі з героями надихають до написання пісень на цю гостру тему: «Тримайся, солдат», «Життям заплачу», «Ангелами багата», «Летіли гради», «Скоро Різдво».
2016 року в Чикаго (США) відбувся перший, не благодійний, сольний, без участі відомих зірок концерт «Мрії збуваються».
Багато пісень стають чи не народними, звучать на всеукраїнських конкурсах, фестивалях: «Мамина калина», «Люблю тебе», «Біла зима», «А долиною туман».
Співачка є модельєром, дизайнером майже усіх своїх сценічних костюмів. Найкращі — створені в разом з художньою майстринею Оксаною Хоптовою, з виробництвом вишивки на замовлення «Любисток».

## Відзнаки
- медаль «За гідність та патріотизм» (2024).